# Prata Camportaccio
Prata Camportaccio – miejscowość i gmina we Włoszech, w regionie Lombardia, w prowincji Sondrio.
Według danych na rok 2004 gminę zamieszkiwało 2727 osób, 101 os./km².